# Trigonotylus pulchellus
Trigonotylus pulchellus is een wants uit de familie van de blindwantsen (Miridae). De soort werd het eerst wetenschappelijk beschreven door Carl Wilhelm Hahn in 1834.

## Uiterlijk
De slanke lichtgroene wants heeft een rode tekening, is langvleugelig en kan 4 tot 5,5 mm lang worden. Over het midden van de kop loopt een duidelijke bruinrode groef in de lengte en twee donkere bruinrode lijnen over de ogen die doorlopen over het halsschild en het scutellum. Over het halsschild en scutellum loopt in het midden een lichtgroene streep in het midden. De pootjes zijn lichtgroen. De antennes zijn rood, over het eerste segment lopen duidelijk begrensde witte strepen in de lengte.

## Leefwijze
De wants legt eitjes aan het eind van het seizoen die na de winter uitkomen. De volwassen wantsen van de eerste generatie kunnen van mei tot juli gevonden worden in spaarzaam begroeide zanderige gebieden op buntgras (Corynephorus canescens) de tweede generatie van juli tot september.

## Leefgebied
De soort is in Nederland algemeen op hogere zandgronden. het verspreidingsgebied is Palearctisch, van Europa tot het Midden-Oosten en de Kaukasus.